# Дионисий Петавий

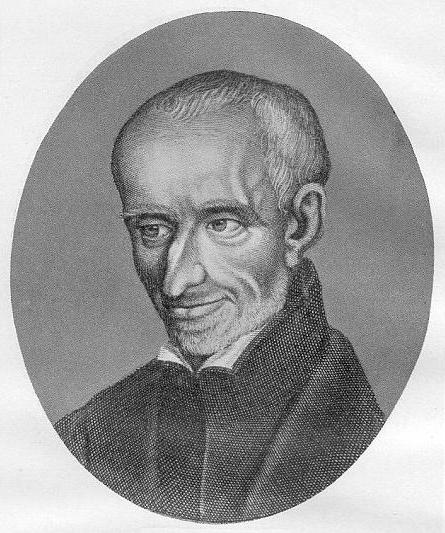
Дионисий Петавий

Диони́сий Пета́вий, Дени́ Пето́ (лат. Dionysius Petavius, фр. Denis Pétau; 21 августа 1583, Орлеан, Франция — 11 декабря 1652, Париж, Франция) — кардинал, французский католический богослов и историк, писатель и поэт, учёный-иезуит, один из основоположников современной хронологии.
Дионисий Петавий родился в Орлеане, в 19 лет стал профессором философии университета Буржа, и позднее — каноником Орлеанского собора. В 1605 году вступил в общество иезуитов. В 1621 году стал профессором позитивной теологии в Париже, в 1639 году — кардиналом Римско-католической церкви.
Умер 11 декабря 1652 году в своей келье в Клермонском коллеже.
Петавий известен своими многочисленными трудами по теологии, патристике, философии,  истории и хронологии. Он считался одним из самых выдающихся учёных своего времени.  В области хронологии Петавий продолжил работу протестантского хронолога И. Скалигера (которого критиковал в едко-полемическом стиле) по исследованию различных календарных систем. В 1627 году издал свой знаменитый труд по хронологии «Opus de doctrina temporum», сокращённое изложение которого многократно переиздавалось под названием «Rationarium temporum» с 1633 году и было переведено на английский и французский языки с местными дополнениями. В этом труде Дионисий Петавий активно использовал систему счёта лет до условного года рождества Христова методом обратного отсчёта времени назад, известную сейчас как годы до Р.Х. или до н.э. Аналогичную систему ещё ранее использовал Беда Достопочтенный.

## Память
В 1935 году Международный астрономический союз присвоил имя Дионисия Петавия кратеру на видимой стороне Луны.

## Основные труды

Dogmata theologica, 1757

1. «Paraphrasis psalmorum omnium nec non canticorum» (1627)
2. «Opus de doctrina temporum» (1627)
3. «Uranologion» (1630)
4. «Rationarium temporum» (1633) (английский перевод)
5. «De ecclesiastica hierarchia» (1641)
6. «De potestate consecrandi» (1646)
7. «De lege et gratia» (1648)
8. «De Tridentini concilii interpretatione et S. Augustini doctrina» (1649)
9. «De theologicis dogmatibus» (1644—1650)
10. "The History of the World or an Account of Time" https://web.archive.org/web/20061208024013/http://hbar.phys.msu.ru/gorm/fomenko/petavius.htm (перевод на английский)